# Diocèse de Saint-Thomas
69	5	8
Le diocèse de Saint-Thomas (en latin : dioecesis Sancti Thomae in Insulis Virgineis ; en anglais : diocese of Saint Thomas) est un diocèse catholique situé aux États-Unis, dans le territoire (organisé non-incorporé) des îles Vierges. Son évêque est Mgr Herbert A. Bevard depuis 2008.

## Histoire
Le 30 avril 1960, le pape Jean XXIII érige la prélature territoriale des Îles Vierges, et le 23 juillet, il nomme à sa tête Eward J. Harper, natif de Brooklyn et missionnaire dans diverses îles des Caraïbes. Auparavant, aucune structure catholique n'avait réellement la responsabilité de ces îles, colonisées par le Danemark donc essentiellement protestantes.
Le 20 avril 1977, la prélature est élevée par Paul VI en diocèse de Saint-Thomas, Mgr Harper devenant évêque.

## Territoire

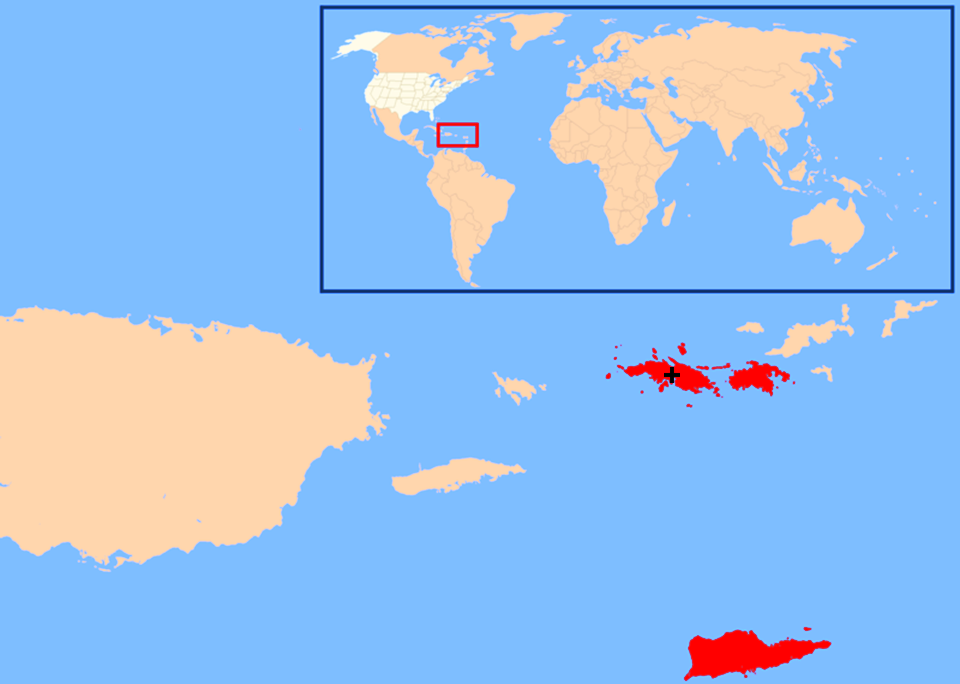
Carte du diocèse

Le diocèse couvre les 4 principales îles des Îles Vierges des États-Unis : Saint-Thomas, Sainte-Croix, Saint-John et Water Island.
Son siège est la cathédrale Saints-Pierre-et-Paul de Charlotte-Amalie, sur l'île de Saint-Thomas.
Le diocèse est le seul suffragant de l'archidiocèse de Washington, au sein de la province ecclésiastique du même nom.
Il est membre de la Conférence des évêques catholiques des États-Unis, au sein de la région IV. Il est aussi observateur au sein de la Conférence épiscopale des Antilles.

## Ordinaires

### Prélat territorial des Îles Vierges
- 23 juillet 1960 - 20 avril 1977: Edward John Harper, C.Ss.R.

### Évêques de Saint-Thomas
- 20 avril 1977 - 16 octobre 1985 : Edward John Harper (en), C.Ss.R., élevé évêque, atteint par la limite d'âge
- 16 octobre 1985 - 16 juin 1992 : Sean Patrick O’Malley, O.F.M Cap., coadjuteur (2 juin 1984), nommé évêque de Fall River (Massachusetts), puis évêque de Palm Beach (Floride), archevêque de Boston (Massachusetts), cardinal (2006)
- 30 octobre 1993 - 29 juin 1999 : Elliot Griffin Thomas (en), démissionne
- 29 juin 1999 - 30 janvier 2007 : George V. Murry (en), S.J., auparavant évêque auxiliaire de Chicago (Illinois), coadjuteur (5 mai 1998), nommé évêque de Youngstown (Ohio)
- 7 juillet 2008 - 18 septembre 2020 : Herbert Bevard (en)
- depuis le 2 mars 2021 : Jerome Feudjio (en)

### Évêques liés au diocèse
Évêques auxiliaires, coadjuteurs, et évêques originaires du diocèse
- Sean P. O'Malley, O.F.M. Cap., coadjuteur (2 juin 1984)
- George V. Murry, S.J., coadjuteur (5 mai 1998)
- Adalberto Martínez Flores, prêtre du diocèse, incardiné (1993) dans l'archidiocèse d'Ascuncion (Paraguay), évêque auxiliaire d'Ascuncion (14 août 1997) puis évêque de San Lorenzo, évêque de San Pedro, évêque aux Armées, évêque de Villarrica del Espiritu Santo.

## Voir également